# Мови Киргизстану
Офіційними мовами Киргизстану є киргизька і російська, при цьому статус державної мови має тільки киргизька. Обидві мови використовуються в державному та муніципальному управлінні, освіті, засобах масової інформації. Значна частина населення країни також користується іншими мовами, які не мають формального статусу та державної підтримки, — в першу чергу, узбецькою.
| Мова       | Носіїв (як рідна) | Носіїв (як друга) | Всього говорять | Відсоток володіння від усього населення |
| ---------- | ----------------- | ----------------- | --------------- | --------------------------------------- |
| Киргизька  | 3,830,556         | 271,187           | 4,101,743       | 76,49%                                  |
| Узбецька   | 772,561           | 97,753            | 870,314         | 16,23%                                  |
| Російська  | 482,252           | 2,109,393         | 2,591,645       | 48,33%                                  |
| Дунганська | 56,260            | невідомо          | 56,260          | 1,05%                                   |
| Таджицька  | 42,324            | невідомо          | 42,324          | 0,79%                                   |
| Уйгурська  | 37,277            | невідомо          | 37,277          | 0,7%                                    |
| Англійська | невідомо          | 28,408            | 28,408          | 0,53%                                   |